# Sergueï Minaïev
Pour les articles homonymes, voir Minaïev.
Sergueï Sergueïevitch Minaïev (en russe : Серге́й Серге́евич Мина́ев, né le 25 janvier 1975 à Moscou) est un écrivain russe, animateur de radio et de télévision, journaliste et importateur de vin. Il est connu pour ses romans à parfum de scandale ДухLess, Тёлки, Media Sapiens.

## Carrière
Minaïev est diplômé d'histoire russe des temps modernes de l'université des sciences humaines de Moscou en 1998. Son premier roman publié en 2006, Sans âme. Histoire d'un homme faux, est l'un des plus vendus de l'année dans toute la CEI. De 2008 à 2011, il travaille pour Radio Mayak et présente l'émission Танцы с волками (Danses avec les loups) avec Igor Roujeïnikov et le débat Игры идиотов (Jeux des idiots) sur la chaîne A-One avec Igor Gontcharov. De 2009 à 2012, il travaille pour la chaîne NTV et présente Честный понедельник (Lundi honnête). De 2011 à 2013, il présente une émission sur internet Minaïev LIVE. Du 19 avril 2014 au 13 juin 2015, Minaïev anime l'émission de débats politiques Le Droit de savoir («Право знать») sur TV Centre. L'émission traite de la situation politique avec quatre rédacteurs de médias russes d'importance. Il quitte l'émission étant remplacé par Dmitri Koulikov.
En octobre 2016, il est nommé rédacteur-en-chef de l'édition russe du magazine Esquire.
De janvier à avril 2021, le documentaire de Minaïev Les années 1990 sort sur la plateforme en ligne Wink & More, analysant les grands événements ayant eu lieu en Russie pendant cette décennie et comment ils sont traités dans la sphère médiatique,. La suite de cette série documentaire paraît en 2022 sous le titre de «Нулевые» (Années zéro) à propos de la vie en Russie dans les années 2000.

## Publications
- 2006 — Дyxless. Повесть о ненастоящем человеке (ru) (Sans âme. Histoire d'un homme faux) (adaptation au cinéma en 2012[10])
- 2007 — Media Sapiens. о третьем сроке (ru) (Media Sapiens. Histoire de la troisième période)
- 2007 — Media Sapiens. Дневник информационного террориста (Media Sapiens. Journal d'un terroriste informationnel)
- 2008 — Время героев (Le Temps des héros)
- 2008 — The Тёлки. Повесть о ненастоящей любви (ru) (Les Chiennes. Histoire d'un amour faux)
- 2009 — Р.А.Б. Антикризисный роман (ru) (E.S.C.L.A.V.E. Roman anti-crise)
- 2010 — Videoты, или The Тёлки. Два года спустя (Vidiots, ou Les Chiennes. Deux ans plus tard)
- 2011 — Москва, я не люблю тебя (Moscou, je ne t'aime pas)
- 2015 — Духless 21 века. Селфи (Sans âme au XXIe siècle. Le Selfie). Adaptation au cinéma en 2018.
- 2022 — Бунт и смута на Руси (Émeute et troubles dans la Mère Russie)

## Vie privée
Minaïev s'est marié deux fois. Il a eu une fille, Anastasia, de son premier mariage. Il s'est remarié en 2012 avec la rédactrice-en-chef de Minaïev LIVE, Elizaveta Menchikova, dont il a eu un fils, Sergueï, le 2 novembre 2012, puis une fille, Polina, en 2016.